# Sinagoga di Bistrița
La sinagoga di Bistrița, costruita nel 1856 in stile neogotico, è situata a Bistrița, in Romania. Dopo decenni di abbandono nel dopoguerra, è stata restaurata nel 2000 ed adibita a sala da concerto e centro culturale.

## Storia
Nell'Ottocento e inizio Novecento, Bistrița era sede di una larga comunità ebraica, che prima della seconda guerra mondiale contava oltre 2000 persone, il 15% della popolazione della città.
L'Olocausto colpì molto duramente la comunità ebraica di Bistrița con le deportazioni del maggio 1944. Il declino è continuato in epoca comunista, quando molti dei sopravvissuti emigrarono in Israele.
Nel dopoguerra la sinagoga fece esperienza di lunghi anni di abbandono. Per frenare il degrado nel 2000 la sinagoga è stata ceduta in affitto gratuito per 20 anni alla società di concerti di Bistrița, che l'ha riadattata a sala da concerto e nelle gallerie del matroneo a galleria d'arte. Grazie a questo accordo, sostenuto dalle autorità rumene, dalle Comunità europea e dall'ambasciata statunitense, l'edificio della sinagoga è stato accuratamente restaurato e restituito al suo splendore originario. La conclusione dei lavori è stata celebrata con un concerto inaugurale tenutosi il 14 luglio 2007.